# Burgrest Schwendi
Der Burgrest Schwendi bezeichnet neben dem Schloss Schwendi einen zweiten mittelalterlichen Adelssitz in der Gemeinde Schwendi im Landkreis Biberach in Baden-Württemberg. Die abgegangene Turmhügelburg (Motte) lag auf rund 544 Meter über NN an der Stelle der Ortskirche.
Die Reste der 1406 bereits als Burgstall, also als unbewohnbare Burg, erwähnte Motte wurden um 1561 in der Pfarrkirche St. Stephanus verbaut. Von der ehemaligen Burganlage mit Turm und Bergring auf einem künstlichen Hügel ist nichts erhalten.